# 假厚藤
假厚藤又名海滩牵牛、厚葉牽牛，为旋花科番薯属的植物，分布在亚热带、热带、台湾岛以及中国大陆的广东、福建等地，见于沿海沙滩沙丘上或水旁阳处。